# Art Hodes
Art Hodes (Mikolajiv, 1904. november 14. – Harvey, 1993. március 4.) az Orosz Birodalomban született amerikai blues- és dzsesszzongorista, zeneszerző, zenekarvezető és újságíró. Hodes a chicagói dzsessz eredeti képviselője volt. Az 1980-as-90-es években gyakran koncertezett  szerte Európában.Hodes Jelly Roll Morton, James P. Johnson és mások stilisztikai, harmóniabeli megoldásait is kontrollálta.

## Pályakép
Hodes még csecsemő volt, amokor családja Amerikába érkezett. Chicagóban nőtt fel, ahol zongorázni tanult. 1926-ban először a The Wolverines együttessel, majd 1927-től különböző zenekarokban Wingy Manone trombitással,  Gene Krupaval, Bud Freemannel és Frank Teschemacherrel is játszott. Leginkább a Ross Tavern Boogie és a South Side Shuffle számok tették ismertté.
1938-ban New Yorkba költözött, ahol saját együttesei voltak és rádióműsorokat is vezetett. 1943-1947 között kiadta a The Jazz Record című szakfolyóiratot, amelybe elsősorban zenészek írtak. 1946/47-ben azonos nevű kiadója is volt.
1944-49-ben a Blue Note Records zongoristája volt számos fontos felvételen. 1950-től ismét Chicagóban élt, alkalmanként fesztiválokra utazott, és bejárta a Európát is.
Az 1960-as évek közepén saját Emmy-díjas televíziós sorozata volt, amely szórakoztatóan mutatta be a dzsessztörténetet. A sorozatban rendre híres zenészek szerepeltek.
1973-tól  Chicagóban tanított. 1982-ben Milt Hintonnal egy nagy turnén járt. Az 1980-as években gyakran játszott Reimer von Essennel és Trevor Richardsszal  trióban, néha a Frankfurt Barrelhouse Jazz Bandel is. Az 1981-es Blues to Save the Trees című nagylemeze a kor felbecsülhetetlen értékű zenei dokumentuma. A címadó dal tiltakozás az erdőirtás (Runway West) és a fák kivágása (Acid Rain) ellen.
Hodes diszkográfiája több mint 100 album, beleértve a szólóalbumokat is.
A Hot Man című önéletrajza 1992-ben jelent meg.

## Lemezválogatás
- The Jazz Record Story (Black & White Records / Jazzology Records, 1943–46)
- Tribute to the Greats (1976-78; szóló)
- Someone to Watch over Me – Live at Hanratty’s 1981 (1981; szóló)
- Pagin’ Mr. Kelly (1988)
- Keepin’ Out of Mischief Now (1988)
- Art Hodes Blue Five and Six (Jazzology Records, 1987)

## Filmek
Art Hodes 1960-as évek közepén Emmy-díjat nyert dzsessztöörténeti televíziós sorozata volt.

## Díjak
- Emmy-díj
- 1998: Big Band and Jazz Hall of Fame(wd)

## Fordítás
Ez a szócikk részben vagy egészben  az   Art Hodes című német Wikipédia-szócikk ezen változatának fordításán alapul.  Az eredeti cikk szerkesztőit annak laptörténete sorolja fel. Ez a jelzés csupán a megfogalmazás eredetét és a szerzői jogokat jelzi, nem szolgál a cikkben szereplő információk forrásmegjelöléseként.